# Scriptania cana
Scriptania cana är en fjärilsart som beskrevs av Köhler 1979. Scriptania cana ingår i släktet Scriptania och familjen nattflyn. Inga underarter finns listade.